# IST Entertainment
IST Entertainment (hangeul : 아이에스티 엔터테인먼트) est une maison de disque sud-coréenne, originellement fondée en 2011 sous le nom de A Cube Entertainment. En 2015, le label devient la propriété de Kakao Entertainment. Celui-ci est ensuite revendu à Beyond Music en 2025.

## Histoire
En 2011, Cube Entertainment établit le label indépendant A Cube Entertainment dont la direction est confiée à Choi Jin-ho qui occupait précédemment le poste de directeur dans l’entreprise. En mars, A Cube signe son premier artiste, Huh Gak, gagnant de l’émission Superstar K 2. Le mois suivant, le label lance officiellement son premier girl group nommé Apink qui est composé de stagiaires venues de Cube Entertainment. 
En novembre 2015, LOEN Entertainment (qui deviendra Kakao M, puis Kakao Entertainment) acquiert 70% des parts de A Cube qui coupe alors toute relation avec Cube Entertainment. En mars 2016, il est annoncé que label sera renommé Plan A Entertainment pour marquer la séparation avec Cube et le lancement d’un nouveau système opérationnel en relation avec LOEN. En novembre de la même année, Plan A lance son premier groupe masculin Victon.
En janvier 2018, Plan A Entertainment rachète 60% des parts de E&T Story Entertainment, une agence de gestion d’acteurs créée exclusivement pour l'actrice Kim So-hyun, dans le but d’élargir son domaine d'activité à l'avenir. Plus tard dans l’année, Choi Jin-ho démissionne de la direction du label et vend les parts de Plan A qu’il détenait à Kakao M qui devient ainsi actionnaire à 100%. Kim Young-seok devient par conséquent l’unique CEO du label. 
En février 2019, Kakao M annonce que ses labels Plan A Entertainment et Fave Entertainment fusionneront pour combiner leurs capacités et renforcer leur compétitivité. Après que Plan A a été décidée comme société survivante, le nouveau label fusionné est lancé en avril sous le nom de Play M Entertainment. Jang Hyun-jin, CEO de Fave Entertainment, est nommé à la direction du label.
En septembre 2021, Kakao Entertainment annonce une nouvelle fusion à venir entre Play M et Cre.ker Entertainment, label du groupe The Boyz, qui sera dirigé conjointement par Jang Hyun-jin et Yoon Young-ro (CEO de Cre.ker). La fusion est effective en novembre et le label est rebaptisé IST Entertainment.
En février 2025, Kakao Entertainment annonce avoir revendu la totalité de ses parts de propriété de IST Entertainment à Beyond Music.

## Artistes

### Groupes
- ATBO

## Anciens artistes
Liste des artistes et groupes anciennement sous IST Entertainment :

### Groupes
- Bandage (2020–2023)[14]
  - Lee Chan-sol (2020–2023)
  - Kang Kyoung-yoon (2020–2023)
  - Shin Hyun-bin (2020–2023)
- Victon (2016–2023)
  - Heo Chan (2016–2022)[15]
  - Do Han-se (2016–2023)[16]
  - Choi Byung-chan (2016–2023)[16]
  - Jung Su-bin (2016–2023)[16]
  - Han Seung-woo (2016–2024)[17]
  - Kang Seung-sik (2016–2024)[18]
  - Lim Se-jun (2016–2024)[18]
- Apink (2011–2025)[note 1]
  - Hong Yoo-kyung (2011–2013)[19]
  - Son Na-eun (2011–2021)[20]
  - Park Cho-rong (2011–2023)[21]
  - Yoon Bo-mi (2011–2023)[21]
  - Kim Nam-joo (2011–2023)[21]
  - Oh Ha-young (2011–2023)[21]
  - Jung Eun-ji (2011–2025)[22]
- The Boyz (2017–2024)[23]
  - Hwall (2017–2019)
  - Sangyeon (2017–2024)
  - Jacob (2017–2024)
  - Younghoon (2017–2024)
  - Hyunjae (2017–2024)
  - Juyeon (2017–2024)
  - Kevin (2017–2024)
  - New (2017–2024)
  - Q (2017–2024)
  - JuHaknyeon (2017–2024)
  - Sunwoo (2017–2024)
  - Eric (2017–2024)
- Weeekly (2020–2025)[24]
  - Shin Ji-yoon (2020–2022)
  - Lee Soo-jin (2020–2025)
  - Monday (2020–2025)
  - Park So-eun (2020–2025)
  - Lee Jae-hee (2020–2025)
  - Jihan (2020–2025)
  - Zoa (2020–2025)

### Artistes solo
- Lim Ji-min (2019–2021)
- Huh Gak (2011–2021)[25]

## Filmographie
- The Origin – A, B, Or What? (2022) (avec Kakao Entertainment et Sony Music Entertainment Japan)[26]